# The Romantics
The Romantics (2010) – amerykańska komedia romantyczna na podstawie powieści Galt Niederhoffer, o tym samym tytule.

## Obsada
- Katie Holmes jako Laura
- Anna Paquin jako Lila
- Josh Duhamel jako Tom
- Dianna Agron jako Minnow
- Adam Brody jako Jake
- Malin Åkerman jako Tripler
- Elijah Wood jako Chip
- Jeremy Strong jako Pete
- Rebecca Lawrence jako Weesie
- Candice Bergen jako Augusta
- Annabel-Jane Brooks jako Patricia